# الكرامة القابضة
الكرامة القابضة (بالفرنسية: El Karama Holding) أو سابقا كانت تسمى الأميرة الماطري القابضة (Princesse El Materi Holding) هي مجموعة تونسية متكونة من حوالي عشرين شركة ومؤسسة تأسست في 2004 من قبل رجل الأعمال محمد صخر الماطري ومقرها مدينة خير الدين في العاصمة تونس.

تنوعت مجالات عمل هذه المجموعة وهي: العقارات والرحلات البحرية السياحية والمالية والإعلام والاتصالات والفلاحة وتجارة السيارات.

بعد الثورة التونسية في 2011 وهروب مؤسسها محمد صخر الماطري إلى الخارج، قامت الدولة بمصادرة أسهمها وتغيير اسمها.

في 2012، قررت الدولة تغيير صبغتها وأوكلتها مهمة بيع كل الأملاك المصادرة من عائلة الطرابلسي وبن علي لفائدة الدولة. في 2013، تحصلت الكرامة القابضة من الدولة على 22 شركة أو مجموعة مصادرة بهدف بيعها للقطاع الخاص.

في 2018، أصبحت الكرامة القابضة الهيكل الوحيد الذي تمر من خلاله عملية بيع كل الأملاك المصادرة.

## المجالات

### السيارات
شركة النقل للسيارات، الموردة لسيارات فولكس فاجن إلى تونس، تمثل المكسب الأول للمجموعة ب22 مليون دينار تونسي. بعد وقت قليل، بدأت المجموعة بتحديثات واستثمارات كبيرة وبحملة تسويقية كبيرة.

الشركة أصبحت منذ 2007، ثاني أكبر مورد سيارات فولكس فاجن في أفريقيا. بعد ذلك بدأت الشركة تعمل أيضا مع أودي وبورشه وسيات، وأصبحت منذها أكبر مورد للسيارات التجارية والركابية على السوق التونسية، بإيرادات فاقت 300 مليون دينار تونسي.

أطلقت الشركة في 13 يوليو 2010 بنجاح دخولين مزدوجين فالبورصة، وذلك في بورصة تونس وبورصة الدار البيضاء، وهي عملية تاريخية في تاريخ المؤسسات والشركات التونسية.

بنجاح شركة النقل للسيارات، الأميرة الماطري القابضة قررت استوراد سيارات كيا موتورز الكورية وافتتحت سيتي كار (City Car) كمستورد للعلامة وتابع للمجموعة.

بعد مصادرة المجموعة بعد الثورة التونسية، أصبحت الدولة تملك 60% من رأس المال في شركة النقل للسيارات، وبيعت بعد ذلك في 16 نوفمبر 2012 إلى مجموعة بولينا وبنك الأمان بقيمة 231 مليون دينار تونسي. امتلاك 66.70% من رأس مال سيتي كار من جهتها بيعت في 18 ديسمبر 2012 إلى مجمع بوشماوي-شبشوب بقيمة 114 مليون دينار تونسي.

### السياحة
انتمت المجموعة بعد ذلك إلى قطاع السياحة البحرية بشركة حلق الواد كروز للشحن (Goulette Shipping Cruise). فتحت الشركة في ميناء حلق الوادي مدينة سياحية معدة خصيصا لسياح السفن السياحية. الكرامة القابضة تمتلك أيضا شركتين أخريين تعملان في نفس المجال، خدمات حلق الواد للشحن (Goulette Shipping Services) التي تهتم بصيانة السفن السياحية، وكروز تاورز (Cruise Tours) وكالة سفر مهتمة بالرحلات البحرية السياحية.

### الإعلام
بهدف تنويع نشاطاتها، الأميرة الماطري القابضة اشترت 70% من رأس مال الشركة التونسية للصحافة والطباعة والتحرير والنشر والإشهار، المعروفة أكثر تحت اسم دار الصباح، واحدة من أكبر وأهم دور الصحافة في تونس. حول هذا المكسب الجديد، قال الماطري «في هذا الوقت، في العالم، الصحافة المكتوبة تدفع وتلزم بالاقتراب لمجموعات اقتصادية لتعيش، أعيد قولها بوضوح أنني هنا لكي أعطي لمجموعة الصباح/لوطون وسائل الطموح التي ينبغي أن تكون ضمانة لاستدامتهما». أضاف أن هدفه هو المساهمة في «البحث عن الحقيقة» وكذلك «المساهمة في مناخ ديمقراطي في تونس» مع مجموعة «أكثر قوة وقادرة على التماشي مع التطور التكنولوجي والتنوع، الانفتاح على الشباب، التمحور حول مشاكل عصرنا، وممكنة الوصول إلى دور الجوار». 

في ديسمبر 2007، المجموعة بدأت العمل في أول راديو خاص ذو توجه إسلامي، وهي إذاعة الزيتونة التي تعمل على طول الوقت وفي كل أرجاء الجمهورية التونسية. نائب مدير الإذاعة، محمد مشفر قال «الفهم الصحيح لمقاصد القرآن هو الهدف الأساسي لإذاعة الزيتونة».

### البنوك

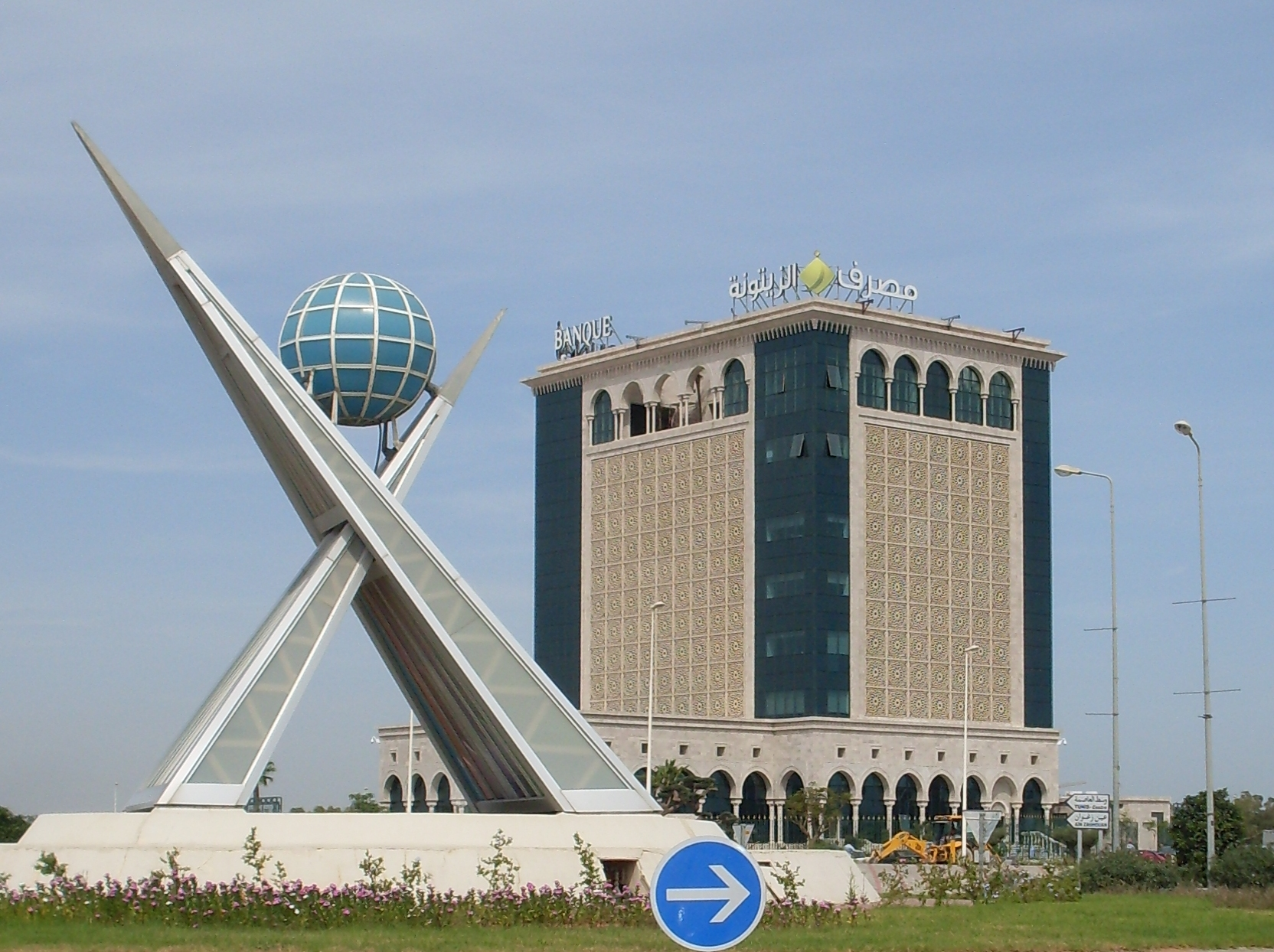
المقر الرئيسي لبنك الزيتونة

في يناير 2009، الأميرة الماطري القابضة تنطلق في مجال جديد، أين تحصلت المجموعة على رخصة من السلطات المالية التونسية لتفتتح مصرف الزيتونة، أول بنك تونسي يعمل بالمصرفية الإسلامية. برأس مال 30 مليون دينار تونسي، ثم نشر تأسيسه في الرائد الرسمي للجمهورية التونسية في 10 سبتمبر 2009. تم افتتاح البنك رسميا في 28 مايو 2010. في نفس الوقت أرادت المجموعة فته سلسلة من وكالات التأمين تحت اسم «الزيتونة تكافل».

منذ 19 يناير 2011، وبعد الانسحابات الكبرى من قبل حرفائه، تم وضعه مؤقتا تحت إشراف البنك المركزي التونسي.

### الاتصالات
في 22 نوفمبر 2010، أعلنت المجموعة أنها ستشتري مع شركة اتصالات قطر، نصف شركة تونيزيانا للاتصالات، التي تملكها لحد ذلك الوقت أوراسكوم للاتصالات المصرية وذلك بقيمة 1.2 مليار دولار أمريكي.

## اتهامات بعد الثورة التونسية
منذ خريف 2010، وقت تسرب البرقيات الدبلوماسية للولايات المتحدة الأمريكية من قبل ويكيليكس، اتٌهمت المجموعة بالتعاون مع عائلة الرئيس زين العابدين بن علي وعائلة الطرابلسي، ذلك بما أن رئيسها محمد صخر الماطري هو صهر الرئيس بن علي. تعرف العائلتين من قبل عدة أشخاص بأعمال المافيا[بحاجة لمصدر]. تم اتهام رئيسها وإدارتها بالابتزاز والخداع وكذلك اختلاس المال العام. 

بعد الثورة التونسية، هرب رئيسها محمد صخر الماطري كأغلب أفراد العائلتين الحاكمتين إلى خارج البلاد وذلك في يناير 2011، وتم مصادرة أملاكها من قبل الدولة التونسية. أحمد عبد الكافي قرر رئاسة مجلس إدارة المجموعة كمتطوع، ومحمد علي شاكر ومحمد بيشيو كمديرين عامين.

## كل المجالات
| المجالات                 | المكونات |
| ------------------------ | --- |
| الاتصالات                | أورنج تونس أوريدو تونس هافاس ورلد وايد تونس ديستريكاب جات مولتيميديا تونس شبكات الاتصالات العالمية تونس                                                              |
| تجارة السيارات           | ألفا فورد ألفا الدولية تونس ألفا هيونداي موتور ألفا الحافلات تونس النقل للسيارات الشركة التونسية للسيارات والمالية والعقارات والبحرية (بيجو) سيتي كارز (كيا) كار برو |
| الصناعة والتجارة         | قرطاج للأسمنت نظام حقن البلاستيك سكر تونس شركة السيراميك بلاستاك بينا ترايد سيتي كارز غروس                                                                           |
| العقارات                 | قمرت للعقارات لا بيار للعقارات شركة التطوير العقاري لو مارشون دو ليموبيلييه                                                                                          |
| المالية والتّأمين         | مصرف الزيتونة الزيتونة تكافل تأمينات غات |
| الإعلام                  | إذاعة الزيتونة شمس أف أم دار الصباح |
| النقل الجوي              | الطيران الجديد تونس طيران الأميرة الخاص |
| الرحلات البحرية السياحية | حلق الواد كروز للشحن خدمات حلق الواد للشحن كروز تاورز |
| الفلاحة                  | شركة التنمية الزراعية الزيتونة 1 الشركة التونسية للإنتاج الزراعي والتشغيل 2                                                                                          |
| التعليم                  | مدرسة قرطاج الدولية |

## مقالات ذات صلة
- الثورة التونسية
- محمد صخر الماطري

## روابط خارجية
- الموقع الرسمي.